# パラヘリコプリオン
パラヘリコプリオン Parahelicoprion はアガシゾドゥス科に属する化石軟骨魚類の属の一つ。学名の意味は「ヘリコプリオンに似たもの」。化石がウラル山脈と南アメリカで発見されている。

## 特徴

### 歯
学名の通りヘリコプリオンに似た歯を持つが、ヘリコプリオンのそれとは形状、厚さ、角度などが異なる。ヘリコプリオンのようにらせん状になっておらず、湾曲した歯が直線的に並んでいる。この歯はイカなど小さな無脊椎動物をかみ砕くよりも、より耐久性のある生物に外傷を与え捕食するのに向いていたと考えられ、その鋭い牙を用いて様々な種を捕食したと考えられる。歯の成長速度は近縁種と比べかなり遅く、ヘリコプリオンの半分程度だったと思われる。

### 体長
かつては30mにも達すると考えられていたが、これはパラヘリコプリオンの属するエウゲネオドゥス目の近縁種ではなくウナギに基づいて推測した結果であり、現在は否定されている。
化石からはヘリコプリオンと同程度の大きさで、より軽量かつ細身であったと推測される。